# Huang Guangyu
Huang Guangyu, né le 24 juin 1969,  connu aussi sous le nom de Wong Kwong-yu,  est un homme d'affaires chinois, fondateur en 1987 de la société GOME Electrical Appliances (en), distributeur de matériel électrique.
Huang Guangyu est arrêté en 2008, alors qu'il est considéré comme l'homme le plus riche de la Chine continentale. Il est condamné à 14 ans de prison en 2010 pour délit d'initié et corruption.

## Biographie
Huang Guangyu est né dans une famille pauvre, cultivateur de riz, de la province du Guangdong. Il quitte rapidement l'école et part, à l'âge de 16 ans, avec son frère en Mongolie-Intérieure vendre du matériel électronique. Puis ils rejoignent Pékin, où Huang Guangyu commence sa carrière en 1986 sur les trottoirs toujours dans le commerce de matériel électronique,.
À partir de 2007, les autorités chinoises considèrent que Huang Guangyu s'appuie sur un « complexe réseau de corruption impliquant de très hauts cadres ». Toutefois il aurait omis certaines factions politiques proches du pouvoir.
Alors qu'il est considéré comme l'homme le plus riche de la Chine continentale,, il est arrêté en novembre 2008. Il  fait une tentative de suicide six mois plus tard. Puis il est inculpé en janvier 2009 et condamné en 2010 à 14 ans de prison et doit verser 600 millions de yuans et se voit confisquer 200 millions de yuans d'avoirs. Il démissionne de la direction de Gome le 16 janvier 2009.
Huang Guangyu est concerné par trois affaires de délit d'initié où il a acheté 140 millions d'actions d'une valeur de 1,8 milliard de yuans et ce avec des bénéfices de 400 millions de yuans. Lors de son procès, Huang Guangyu a été accusé de « négoce illégal de devises étrangères via Hongkong » et délit d'initiés concernant une entreprise référencée à la bourse de Shenzhen. Selon le quotidien China Daily, Huang Guangyu a donné « 4,56 millions de yuans de pots-de-vin à des responsables officiels ». Pour Xinhua, ces malversations ont permis à GOME Electrical Appliances (en) et à la société immobilière Beijing Pengrun Real Estate Development Company, d'obtenir des avantages illégaux.
Huang Guangyu serait impliqué, parmi 22 000 autres princes rouges, dans des opérations financières dans les paradis fiscaux aux îles Vierges britanniques. Ainsi par l'intermédiaire de deux sociétés, Shining Crown Holdings et Shine Group, il serait resté propriétaire de GOME Electrical Appliances à hauteur de 30%.

## Vie privée
Huang Guangyu vivait à Pékin avant sa condamnation. Marié à Du Juan, le couple a deux filles, ce qui l'obligeait à une contributions financière pour le second enfant. Huang Guangyu est de confession chrétienne.

### Note
1. ↑  Son épouse, Du Juan, elle aussi reconnue coupable de délits identiques, est sortie de prison en 2010.